# Monte San Quintino
Il Monte San Quintino (in lingua francese: Mont Saint-Quentin) è una montagna che domina la valle della Mosella nei pressi dell'agglomerato di Metz, in Francia. In virtù della sua posizione, il monte San Quintino è uno strategico punto di osservazione, protezione e comunicazione per la città di Metz, posta ai suoi piedi.

## Geografia

### Posizione
Il monte San Quintino è una delle cime principali della catena delle Colline della Mosella. Il monte si estende nei territori di Scy-Chazelles, Le Ban-Saint-Martin, Longeville-lès-Metz, Plappeville e Lessy, dominando inoltre la città di Metz e culminando ad un'altezza di 358 metri.

### Flora e fauna
La flora e la fauna del monte San Quintino sono molto ricche ed ospitano varie specie animali e vegetali protette: al suo interno si contano numerosi esemplari di lepidotteri, pipistrelli (tra i quali il barbastello e il ferro di cavallo minore), caprioli, daini e gufo comune. È inoltre attestata la presenza della rana rossa e della salamandra pezzata.
Dal punto di vista della flora, il monte San Quintino ospita colonie di daphne laureola ed aglio orsino, ma anche elleboro, scilla, campanellino, ofride verde-bruna, orchidea e numerose altre specie di piante che si sono adattate alle condizioni di secchezza e calore del sottosuolo.
In aggiunta a tutto ciò, la conformazione della montagna (caratterizzata da bassa pendenza e elevata altezza capaci di bloccare il vento e dalla presenza di un suolo di tipo calcareo in grado di impedire la formazione di pozzanghere) ha favorito soprattutto nel Medioevo lo sfruttamento dei vigneti nelle zone circostanti.

### Geologia
Il monte San Quintino ha la stessa formazione geologica degli altri rilievi che compongono le colline della Mosella: nella fattispecie, il monte si caratterizza per la presenza di un sottosuolo calcareo ricco di piante calcicole.

## Storia

### Medioevo

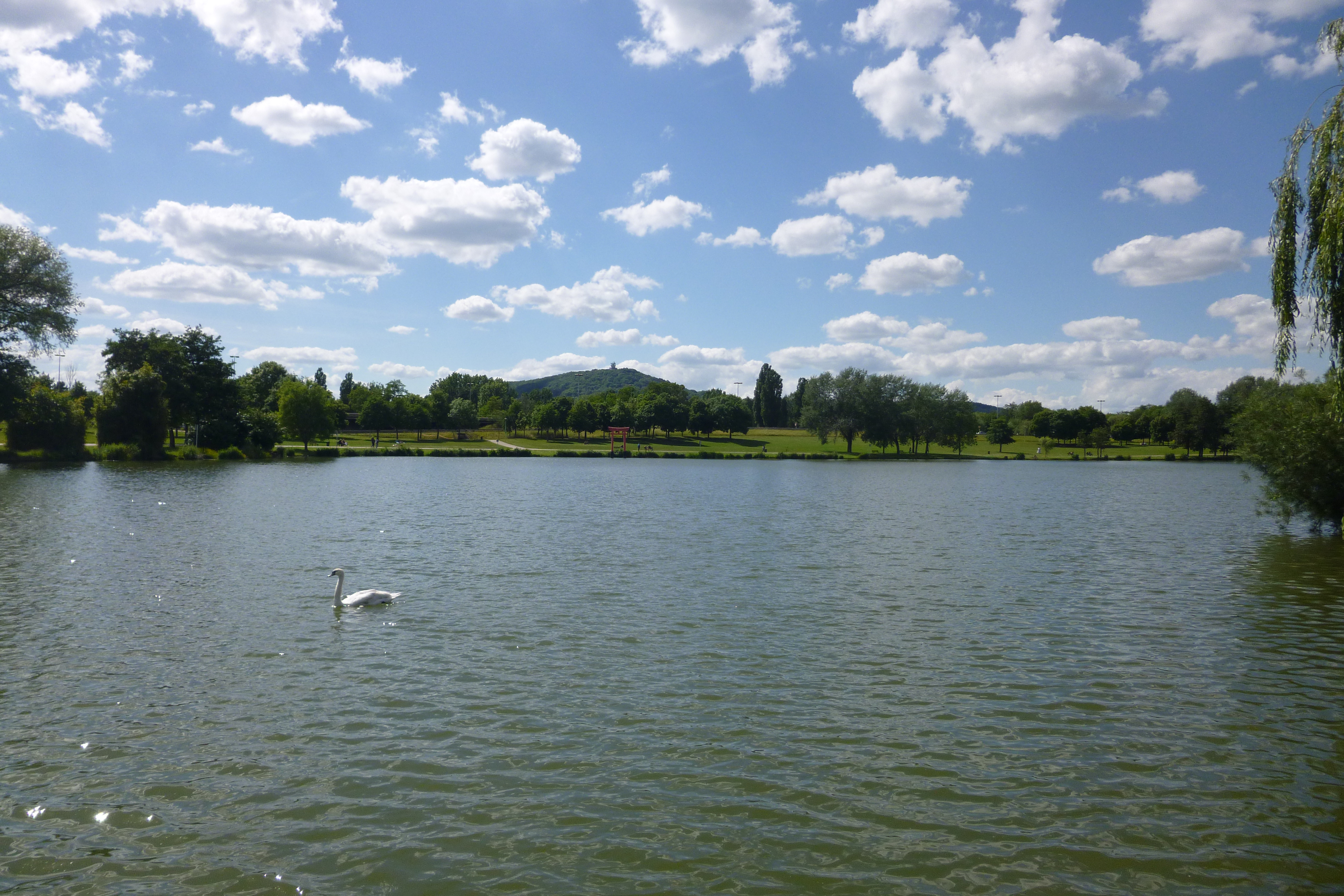
Il monte San Quintino visto sullo sfondo del Plan d'eau.

Le prime presenze umane nel monte San Quintino sono attestate ai tempi dei Galli, che nella montagna celebravano il loro culto.
Nell'835 Drogone, 40º vescovo di Metz, riportò da San Quintino alcune reliquie dell'omonimo santo. Per conservare tali reliquie, Drogone fece costruire una cappella - poi sostituita con un vero e proprio santuario - in cima alla montagna che dominava Metz, e che per questo prese tale nome.
Per molti secoli il santuario servì come parrocchia per gli abitanti di Plappeville, Scy-Chazelles, Lessy et Longeville-lès-Metz. Nel 1143, la chiesa e tutti i suoi beni passarono sotto l'autorità dell'abbazia di Gorze, per poi finire nel 1212 all’abbazia di Saint-Symphorien. Sempre nel corso del XIII secolo, la sede della parrocchia fu spostata a Scy-Chazelles mentre il santuario sulla montagna fu distrutto e rimpiazzato da un eremo ed una cappella, di cui oggi non resta traccia fisica perché distrutti a loro volta durante la Rivoluzione francese.

### Età moderna e contemporanea

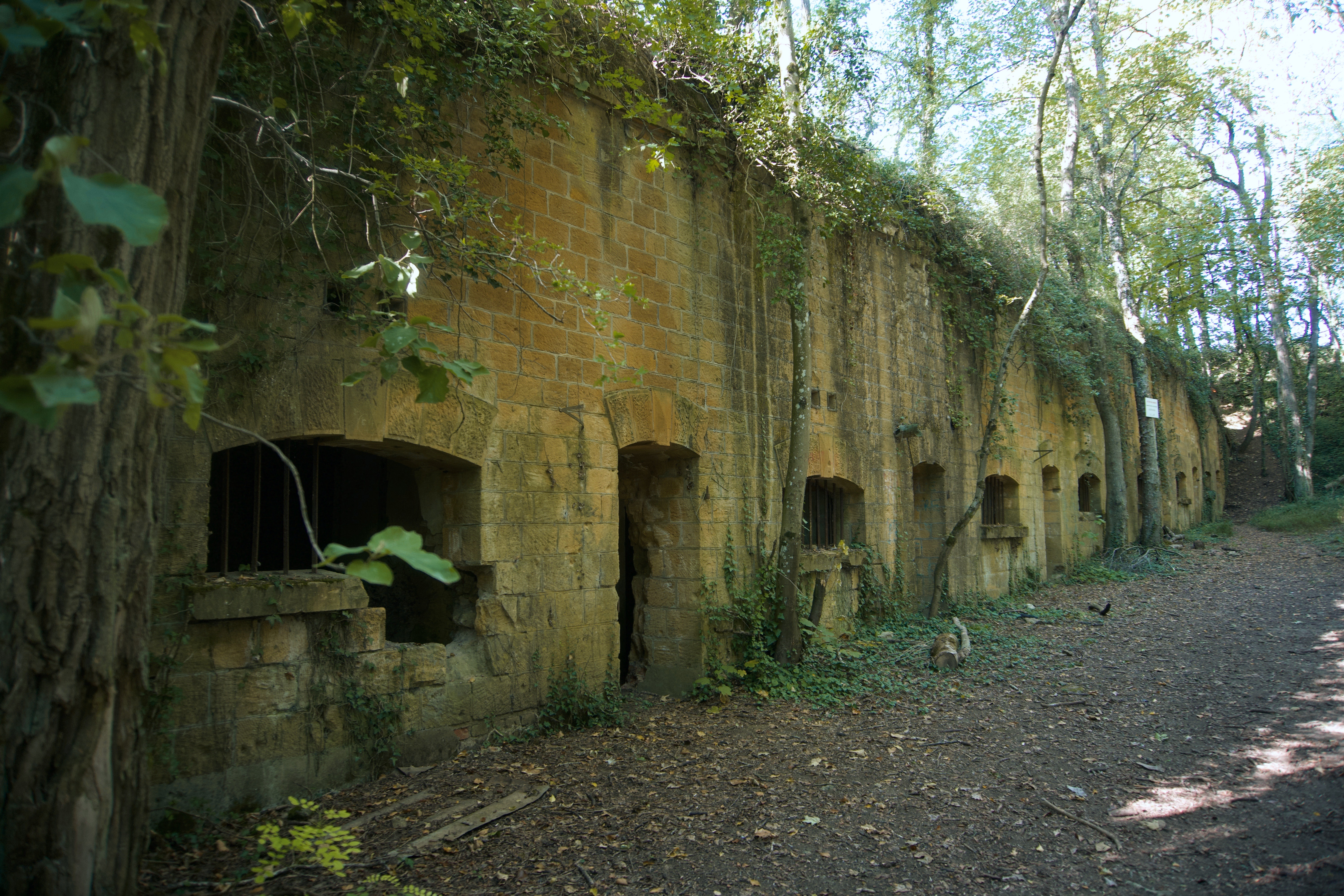
Uno scorcio del gruppo fortificato del San Quintino.

Rinomato in età antica e nel Medioevo come luogo di culto e di agricoltura (la zona divenne famosa per la produzione di vino), in età moderna il monte San Quintino divenne un importante avamposto militare. Per facilitare le comunicazione vi venne dunque installato nel 1794 un telegrafo ottico di Chappe, avveniristica invenzione di Claude Chappe nell'ambito della comunicazione a distanza. Il telegrafo fu distrutto nel 1814, nel pieno delle guerre napoleoniche, dalle truppe della Sesta coalizione, e dopo essere stato ricostruito, venne definitivamente dismesso nel 1852.

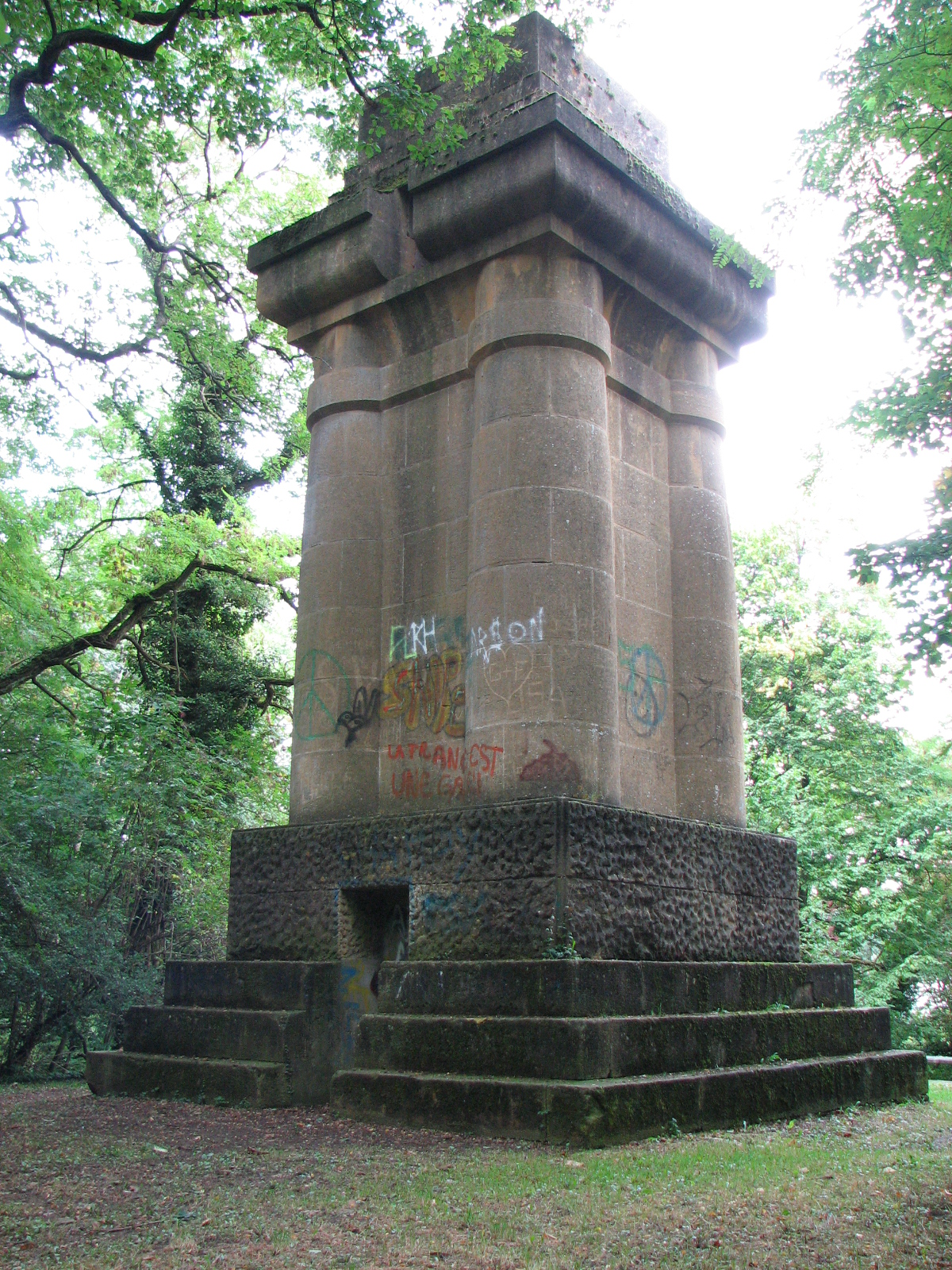
La Torre di Bismarck presso il monte San Quintino.

Tra il 1867 ed il 1870 i francesi decisero di rinforzare ulteriormente le fortificazioni militari di Metz, città che rappresentava un importante avamposto contro i prussiani: a questo scopo venne creato presso il monte San Quintino il Forte Diou. Con la sconfitta nella guerra franco-prussiana del 1870 e la conseguente annessione di Metz all'Impero tedesco, i prussiani completarono i lavori di rafforzamento delle fortificazioni costruendo un secondo forte presso il monte San Quintino, il Forte Girardin, che insieme al Forte Diou andò a comporre il Gruppo fortificato del San Quintino, esteso per circa 77 ettari ed in grado di accogliere fino a mille soldati. Per garantire migliori comunicazioni con gli altri forti dislocati nel resto del territorio messino, ed in particolare col vicino Forte di Plappeville, fu creato un nuovo sistema telegrafico che rimpiazzasse quello di Chappe.
Sempre durante la dominazione tedesca fu creata nel 1902 presso il monte San Quintino una Torre di Bismarck, l'unica tra quelle realizzate in onore del cancelliere tedesco ancora presente in territorio francese, dal momento che quella costruita nel 1901 nel vicino comune di Morhange fu distrutta dopo il ritorno dell'Alsazia-Lorena alla Francia nel 1918.
Nuovamente coinvolto nelle ostilità della seconda guerra mondiale, il monte San Quintino fu suo malgrado protagonista di un evento tragico per il patrimonio culturale della città: infatti i tedeschi, dopo aver occupato la regione, avevano disposto nel maggio 1944 il trasferimento di buona parte delle collezioni della Biblioteca municipale di Metz presso tre casematte del Forte Girardin, sul monte San Quintino. Nelle fasi iniziali della battaglia di Metz, e più precisamente il 1º settembre 1944, visto l'ormai imminente ingresso delle truppe americane in città, i soldati tedeschi ricevettero l'ordine di fare terra bruciata prima di evacuare da Metz. Tutti i depositi ed i magazzini furono quindi incendiati, ma uno di questi incendi si propagò a due delle tre casematte del Forte Girardin, distruggendo buona parte dei beni in esse contenuti: in particolare, su 1475 manoscritti presenti al momento dell'incendio, almeno 726 furono distrutti.

### Dopo la seconda guerra mondiale

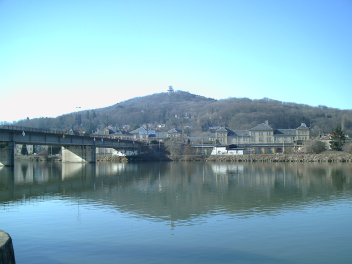
Il monte San Quintino visto da Longeville-lès-Metz.

Alla fine del secondo conflitto mondiale il monte San Quintino ha progressivamente perso la sua funzione militare, cominciando ad essere tutelato come riserva naturale. Questa tutela è stata formalmente sancita nel 1994 con la classificazione di 1375 ettari della montagna nella lista del patrimonio paesaggistico francese di interesse storico, culturale e naturale, nonché con l'inserimento di 675 ettari (circa metà del sito tutelato dalla Francia) nella rete Natura 2000 creata dall'Unione europea per la tutela delle aree naturali.
Negli anni 2000 l'Eurométropole di Metz ha avviato numerosi lavori per mettere in sicurezza l'intera area e fare del monte San Quintino il polmone verde di Metz e dintorni: in particolare, sono stati messi in sicurezza gli edifici militari, sono stati adeguatamente segnalati i percorsi naturali per fare della montagna un luogo di escursione, sono state organizzate iniziative per valorizzare il patrimonio storico e naturale del monte San Quintino, a cui si sono aggiunte ulteriori misure per preservare e valorizzare il sito.